# NGC 3199
NGC 3199 ist ein Emissionsnebel im Sternbild Carina, der schätzungsweise 11.000 Lichtjahren vom Sonnensystem entfernt ist. Er ist eine bogenförmige Schockfront um den zentralen Wolf-Rayet-Stern WR 18.
NGC 3199 wurde im Jahr 1826 (nach anderen Angaben 1834) von dem Astronomen James Dunlop mithilfe eines 18,7-Zoll-Teleskops entdeckt. 1834 wurde er von John Herschel entdeckt.